# 50 cent (lied)
50 cent is een lied van de Nederlandse rappers Bokoesam en Bartofso in samenwerking met dj Yung Felix. Het werd in 2021 als single uitgebracht en stond in 2022 als dertiende track op het album Doe het nou gewoon van Bokoesam.

## Achtergrond
50 cent is geschreven door Samuel Sekyere, Kevin Vaku, Felix Laman en Bart Goris en geproduceerd door Yung Felix en Barttelini. Het is een nederhopnummer dat gaat over een "goedkope" vrouw. Voor de videoclip van het nummer probeert Bokoesam alles te bekostigen met 50 eurocent. Er werden begin 2022 drie remixen op het lied uitgebracht, een door Ibranovski, een door Sleazy Stereo en een door Rockywhereyoubeen en Vlado. De single heeft in Nederland de gouden status.

## Hitnoteringen
Het lied werd mede door een promotietactiek op TikTok een bescheiden hit. Het piekte op de 35e plek van de Single Top 100 en stond achttien weken in deze lijst. De Top 40 werd niet bereikt, maar het kwam tot de veertiende plek van de Tipparade.